# جيمس أ. رايدر
جيمس أ. رايدر (بالإنجليزية: James A. Ryder)‏ هو مدير أكاديمي ومدرس أمريكي، ولد في 8 أكتوبر 1800 في دبلن في جمهورية أيرلندا، وتوفي في 12 يناير 1860 في Old St. Joseph's Church ‏ في الولايات المتحدة.